# Raab-Katzenstein RK-26
Raab-Katzenstein RK-26 Tigerschwalbe var ett tyskt flygplan för tävling och flyguppvisning. Flygplanet var en vidareutveckling av Fieseler F1 och var från början tänkt som ett rent tävlings- och flyguppvisningsplan.

## Historik
Flygplanet var dubbeldäckat med skevrodren kopplade på både undre och övre vingen. Den övre vingen bars upp av åtta stöttor från flygkroppen och en N-formad stagkonstruktion nära vingspetsen. Flygplanskroppen och vingarna var klädda med duk, över en fackverkskonstruktion. Till vingarnas framkanter användes träfaner. Det fasta hjullandstället var fäst i flygkroppen mellan motorn och framkanten på den undre vingen, som avlastning för bakkroppen fanns en sporrfjäder under fenans framkant. Som motor valde Raab-Katzenstein en Armstrong Siddeley Lynx på 175 hk.
Troligen tillverkades endast fyra exemplar av flygplanet i originalutförande. Ett användes av Gerhard Fieseler (D-1616), ett köptes av ASJA, (SE-ACO), som modifierades med dubbelkommando, samt ett levererades till Österrikes flygvapen. Det är inte helt klarlagt om Antonius Raab tog med ett exemplar till Lettland när han tvingades lämna Tyskland 1933. 
Flygplanet kom senare att utvecklas av Raab i Lettland, där han tog fram tre olika varianter av Tigerschwalbe, varav en var avsedd som lätt jaktflygplan. På grund av ointresse från det lettiska militärflyget blev inga flygplan färdigbyggda. I Österrike tillverkade ett företag 1935 en moderniserad variant, men flygplanet godkändes inte av det österrikiska flygvapnet. I Sverige konstruerade ASJA om flygplanet med förstärkt flygplanskropp och möjlighet att använda skidställ under vinterhalvåret. Man inledde leveranser till Svenska Flygvapnet 1932. Totalt levererades 25 flygplan under beteckningen Sk 10.
Flygplanet som inköptes av ASJA, SE-ACO, omregistrerades som SE-ADK. 1934 såldes flygplanet till Lambert-Müller som via Norrköpings Flygklubb 1940 sålde flygplanet vidare till Lennart Hemminger. Enligt svenska luftfartygsregistret havererade flygplanet 26 mars 1940. Sista notering i det svenska registret är ett ägarbyte till G Palm på Gotland 21 oktober 1942. Andra källor placerar flygplanet i Finland under vinterkriget. 

## Användning i Sverige
Mellan åren 1932 och 1945 ingick Raab-Katzenstein RK-26 som ett skolflygplan i Flygvapnet och benämndes Sk 10.
Flgyplanet var ett tyskt flygplan för tävling och flyguppvisning som modifierades av ASJA för att användas av Flygvapnet som skolflygplan i avancerad flygning.
Under våren 1930 besökte löjtnant Nils Söderberg Tyskland för att söka efter flygplan lämpliga för det svenska flygvapnet. Han blev inbjuden att besöka Raab-Katzenstein för att provflyga deras konstflygningsplan. Söderberg föll genast för flygplanets flygegenskaper och med modifieringar skulle flygplanet kunna användas som skolflygplan typ II vid avancerad flygning. Söderberg bjöd in Gerhard Fieseler att besöka F 5 Ljungbyhed. Under hösten 1930 anlände Fieseler med sitt demonstrationsflygplan (D-1616). 
Söderberg talade varmt för flygplanet inför flygstyrelsen och han rekommenderade ASJA i Linköping att skaffa licensrättigheten att producera flygplanet. ASJA köpte en tysktillverkad Raab-Katzenstein RK-26 som registrerades 23 februari 1931 som SE-ACO på ASJA. Flygplanet hyrdes ut till flygskolan på Ljungbyhed, där det provflögs av skolans flyglärare. 
Samtidigt arbetade konstruktörerna vid ASJA med omkonstruktionen av flygplanet. För att det skulle fungera som skolflygplan var det nödvändigt att det fanns dubbelkommando. Med två personer ombord krävdes en starkare motor, och för att kunna genomföra motorbytet blev man tvingad att förstärka fackverkskonstruktionen och motorfundamentet. Stjärtpartiet konstruerades om och förlängdes. Enbart förändringarna i vingarna för att de skulle klara den högre vingbelastningen medförde att flygplanet blev 60 kg tyngre. För att flygplanet skulle kunna användas vintertid förstärktes det fasta landstället, så att det förutom hjul även kunde förses med skidor. Totalt medförde alla modifieringar och användandet av svensk plywood vid tillverkningen att slutvikten ökade med drygt 200 kg. Flygplanet var svårhanterligt för flygmekanikerna, eftersom det startades genom att man ryckte propellern, och trimningen utfördes genom att mekanikern före start vred in ett stabilisatorläge med hänsyn till pilotens önskemål och vikt. Eftersom flygplanet saknade hjulbromsar måste mekanikern många gånger springa och hålla i vingen, för att underlätta körning på marken.
I februari 1932 beställde flygstyrelsen två flygplan med beteckningen SK 10 från ASJA. I oktober 1932 följdes beställningen upp med ytterligare 23 stycken flygplan. Sex flygplan levererades under 1933 till F 5 medan fyra levererades till F 1 Hässlö under maj och juni 1933, där det användes för utbildning av jaktflygare. På bara ett par månader inträffade ett par haverier med dödlig utgång, sedan flygplanen kommit i ryggspinn medan man flög i ryggläge. Flygstyrelsen kontaktade ASJA och ett leveransstopp av resterande flygplan infördes.
En flygkommission tillsattes för att utreda flygplanskonstruktionen. Ett flygplan fördes över till Royal Aircraft Establishment i Farnborough för utvärdering av brittiska flygexperter. Charles Lindbergh, som besökte Sverige, provflög Sk 10 på F 8 Barkarby 6 september 1933. Han delgav sedan flygkommissionen sina positiva intryck av flygplanet. När kommissionen kom med sin slutrapport 1934, kunde man inte komma fram till något slutresultat. Proven i England tillförde inget, eftersom utbildningen för svenska och brittiska piloter var olika. Samtidigt rådde olika uppfattningar om ett skolflygplan skulle vara lättfluget och säkert, eller svårfluget och mer likt ett stridsflygplan, för att kunna skilja agnarna från vetet i grundutbildningen av förare.
Tidningarna hängde på debatten och skapade den så kallade Sk 10-affären, där hela flygvapnets roll i det svenska försvaret diskuterades livligt.
När ASJA återupptog leveranserna 1934 levererades flygplanen till Centrala Flygverkstaden Malmslätt (CFM), som även samlat på sig flygvapnets Sk 10:or. Efter att flygplanen modifierats och grundligt utprovats vid CFM, mellan december 1934 och december 1935, blev flygplanen åter placerade vid F 5. I juni 1945 fanns nio Sk 10 kvar. Fem kasserades medan fyra överfördes till F 1. Resterande 16 flygplan var sedan tidigare avskrivna på grund av haverier. Det sista exemplaret kasserades i december 1945 och ett flygplan finns bevarat och utställt vid Flygvapenmuseum i Linköping.

## Haverier
Den 19 november 1937 haverar ett SK 10-plan i Hammarslund strax sydöst om Kristianstad sedan det kommit i kontakt med och rivit ner en telegrafledning och sedan havererat. Orsaken till haveriet var att piloten, flygkadett Gert Greger vid flygskolan i Ljungbyhed, avvek från en flygövning för att visa upp sig och sitt plan för släkt och grannar i hembyn. När han flög på låg höjd för att vinka till de på marken tappade han kontrollen över planet och kom i kontakt med ledningarna. Trots att planet i det närmast totalförstördes klarade sig Greger helt oskadd och kunde själv kontakta Ljungbyhed från föräldravillan 50 meter från nedslagsplatsen. 

Kadett Greger skiljdes sedan från flygskolan och dömdes till 14 000 kronor i skadestånd till Flygvapnet, ett skadestånd som han emellertid sedan slapp undan efter en överklagan.